# Прапор Гвінеї
Прапор Гвінеї — один з офіційних символів держави Гвінея. Прийнятий 10 листопада 1958 року.
Пропорції 2:3. Є полотнищем з трьома вертикально розташованими рівновеликими смугами. При основі прапора смуга червоного кольору, в середині — жовтого, далі смуга зеленого кольору.
Прийнятий в 1958 р. Кольори прапора Гвінеї повторюють кольори прапора Гани і є традиційними кольорами африканських прапорів. Червоний колір прапора символізує кров, пролиту в боротьбі за свободу, жовтий — колір гвінейського золота і сонця, зелений, — африканську природу. Крім того, кожен колір відповідає трьом словам девізу Гвінеї: червоний — «Праця», жовтий — «Справедливість», зелений — «Солідарність».